# Catê
Marco Antônio Lemes Tozzi (Cruz Alta, Río Grande del Sur; 7 de noviembre de 1973 - Ipê, Río Grande del Sur; 27 de diciembre de 2011), conocido profesionalmente como Catê, fue un futbolista brasileño. Inicialmente jugaba de delantero (en algunos momentos de sus carrera se desempeñó como lateral volante) y defendió a diversos equipos de su país, Chile, Italia los Estados Unidos y Venezuela antes de retirarse en 2008.
Falleció el 27 de diciembre de 2011, al chocar su automóvil contra un camión en la localidad de Ipê. Tenía 38 años.

## Clubes
| Club                   | País           | Año       |
| ---------------------- | -------------- | --------- |
| Guarany                | Brasil         | 1989      |
| Grêmio                 | Brasil         | 1990      |
| São Paulo              | Brasil         | 1991-1994 |
| Cruzeiro               | Brasil         | 1994      |
| São Paulo              | Brasil         | 1995      |
| Universidad Católica   | Chile          | 1996-1997 |
| Sampdoria              | Italia         | 1998-1999 |
| Flamengo               | Brasil         | 2000      |
| New England Revolution | Estados Unidos | 2001      |
| 15 de Novembro         | Brasil         | 2003      |
| Glória                 | Brasil         | 2004      |
| Maracaibo              | Venezuela      | 2004-2005 |
| Palestino              | Chile          | 2005      |
| Remo                   | Brasil         | 2005      |
| Esportivo              | Brasil         | 2006      |
| Brusque                | Brasil         | 2008      |

## Palmarés

### Campeonatos regionales
| Título              | Club      | Estado         | Año  |
| ------------------- | --------- | -------------- | ---- |
| Campeonato Paulista | São Paulo | São Paulo      | 1992 |
| Campeonato Mineiro  | Cruzeiro  | Minas Gerais   | 1994 |
| Campeonato Carioca  | Flamengo  | Río de Janeiro | 2000 |

### Campeonatos nacionales
| Título          | Club                 | País  | Año  |
| --------------- | -------------------- | ----- | ---- |
| Torneo Apertura | Universidad Católica | Chile | 1997 |

### Copas internacionales
| Título                         | Club                | Sede           | Año  |
| ------------------------------ | ------------------- | -------------- | ---- |
| Copa Libertadores de América   | São Paulo           | São Paulo      | 1992 |
| Campeonato Sudamericano Sub-20 | Selección de Brasil | Colombia       | 1992 |
| Copa Intercontinental          | São Paulo           | Tokio          | 1992 |
| Copa Mundial de Fútbol Sub-20  | Selección de Brasil | Australia      | 1993 |
| Copa Libertadores de América   | São Paulo           | Santiago       | 1993 |
| Recopa Sudamericana            | São Paulo           | Belo Horizonte | 1993 |
| Supercopa Sudamericana         | São Paulo           | São Paulo      | 1993 |
| Copa Intercontinental          | São Paulo           | Tokio          | 1993 |
| Recopa Sudamericana            | São Paulo           | Kōbe           | 1994 |
| Copa Conmebol                  | São Paulo           | Montevideo     | 1994 |